# Ärkefiender
Ärkefiender (Les rivaux de Painful Gulch) är ett Lucky Luke-album från 1962. Det är det 19:e albumet i ordningen, och har nummer 31 i den svenska utgivningen.

## Handling
På hemväg till Västern passerar Lucky Luke och Jolly Jumper genom staden Painful Gulch, och blir indragna i familjefejden mellan familjerna O'Hara (som känns igen på sina stora öron) och O'Timmins (med röda näsor).
Historien inspirerades av den historiska fejden mellan familjerna Hatfield och McCoy (1878–1891).

## Svensk utgivning
- Morris; Goscinny, René, (översättare: Kåre Persson) (1978). Ärkefiender. Lucky Lukes äventyr: 31. Stockholm: Albert Bonniers förlag. Libris 7145532. ISBN 91-0-042321-1
- I Lucky Luke – Den kompletta samlingen ingår albumet i "Lucky Luke 1960–1961". Libris 9600272. ISBN 91-7269-480-7
- Den svenska utgåvan trycktes även som nummer 38 i Tintins äventyrsklubb (1987). Libris 7674054. ISBN 91-7904-220-1